# Język banaro
Język banaro (banar, banara), także waran – język papuaski z prowincji Sepik Wschodni w Papui-Nowej Gwinei. Według danych z 1991 r. posługuje się nim 2480 osób.
Został zaliczony do języków grass w ramach rodziny języków Ramu i dolnego Sepiku (Lower Sepik-Ramu). Dzieli podobieństwa typologiczne z sąsiednimi językami. Bywa jednak uważany za izolat, ze względu na słabość dowodów leksykalnych na jego związki zewnętrzne.
Został opisany w postaci list słownictwa (opublikowanych w II poł. XX w.); powstały też nieopublikowane prace poświęcone jego fonologii, słownictwu i gramatyce. Jest zapisywany alfabetem łacińskim.